# Asia Rugby Championship Division 1
El Asia Rugby Championship Division 1 es el torneo anual de rugby para selecciones de segundo nivel organizado por la federación asiática.
Es la segunda división del rugby asiático por debajo del Asia Rugby Championship Top 3 y por sobre la Asia Rugby Championship Division 2.

## Actualidad
En el 2019, compiten 3 equipos en la divisional más alta, llamada Top 3. Le sigue la Division 1 con 4 participantes, otros 4 en la Division 2 y por último, la Division 3 con 11.

## Campeonatos

### Asian Championship Division 2
| Edición | Año  | Sede      | Campeón    | 2º puesto     | 3º puesto  | 4º puesto     | 5º puesto | 6º puesto | 7º puesto |
| ------- | ---- | --------- | ---------- | ------------- | ---------- | ------------- | --------- | --------- | --------- |
| I       | 1998 | Singapur  | Singapur   | Sri Lanka     | Tailandia  | Malasia       | China     | India     |           |
| II      | 2000 | Japón     | Singapur   | China         | Sri Lanka  | Tailandia     |           |           |           |
| III     | 2002 | Tailandia | Tailandia  | Golfo Pérsico | Singapur   | Kazajistán    | Sri Lanka | Malasia   | India     |
| IV      | 2004 | Hong Kong | Singapur   | Tailandia     | Kazajistán | Golfo Pérsico |           |           |           |
| V       | 2007 | Sri Lanka | Kazajistán | Sri Lanka     | China      | China Taipéi  | Tailandia | Malasia   |           |

### Asian 5 Nations Division 1
| Edición | Año  | Sede          | Campeón             | 2º puesto        | 3º puesto    | 4º puesto    |
| ------- | ---- | ------------- | ------------------- | ---------------- | ------------ | ------------ |
| VI      | 2008 | Taiwán        | Singapur            | China Taipéi     | Sri Lanka    | China        |
| VII     | 2009 | Dubái         | Golfo Pérsico       | China Taipéi     | Sri Lanka    | Tailandia    |
| VIII    | 2010 | Singapur      | Sri Lanka           | Singapur         | Malasia      | China Taipéi |
| IX      | 2011 | Corea del Sur | Corea del Sur       | Singapur         | Filipinas    | Malasia      |
| X       | 2012 | Filipinas     | Filipinas           | Sri Lanka        | China Taipéi | Singapur     |
| XI      | 2013 | Sri Lanka     | Sri Lanka           | Kazajistán       | China Taipéi | Tailandia    |
| XII     | 2014 | Sin sede fija | Singapur Kazajistán | EAU China Taipéi |              |              |

### Asian Rugby Championship Division 1
| Edición | Año  | Sede      | Campeón   | 2º puesto  | 3º puesto  | 4º puesto    |
| ------- | ---- | --------- | --------- | ---------- | ---------- | ------------ |
| XIII    | 2015 | Filipinas | Sri Lanka | Filipinas  | Kazajistán | Singapur     |
| XIV     | 2016 | Malasia   | Malasia   | Sri Lanka  | Filipinas  | Singapur     |
| XV      | 2017 | Malasia   | Malasia   | Sri Lanka  | Filipinas  | EAU          |
| XVI     | 2018 | Filipinas | Filipinas | Singapur   | Sri Lanka  | EAU          |
| XVII    | 2019 | Filipinas | Filipinas | Singapur   | Sri Lanka  | China Taipéi |
| XVIII   | 2023 | Lahore    | EAU       | Pakistán   |            |              |
| XIX     | 2024 | Sri Lanka | Sri Lanka | Kazajistán | Catar      | India        |

## Posiciones
Número de veces que las selecciones ocuparon cada posición en los primeros dos puestos.
| Equipo                 | Campeón | 2º puesto |
| ---------------------- | ------- | --------- |
| Singapur               | 5       | 4         |
| Sri Lanka              | 4       | 5         |
| Filipinas              | 3       | 1         |
| Kazajistán             | 2       | 2         |
| Malasia                | 2       |           |
| Tailandia              | 1       | 1         |
| Golfo Pérsico          | 1       | 1         |
| Emiratos Árabes Unidos | 1       | 1         |
| Corea del Sur          | 1       |           |
| China Taipéi           |         | 3         |
| China                  |         | 1         |
| Pakistán               |         | 1         |